# تمارة غوستافسون
تمارة غوستافسون (بالإنجليزية: Tamara Gustavson)‏ هي عضوة مجلس إدارة أمريكية، ولدت في 1961.